# Fußball-Karibikmeisterschaft 2007
Der Digicel Caribbean Cup 2007 war die 13. Ausspielung der Fußball-Karibikmeisterschaft. Der Wettbewerb begann mit der ersten Runde der Qualifikation am 2. September 2006. Die Endrunde fand vom 12. bis 23. Januar 2007 in Trinidad und Tobago statt. Die Spiele wurden im Hasely Crawford Stadium in Port of Spain und im Manny Ramjohn Stadium in Marabella (San Fernando) ausgetragen. Namenssponsor des Turniers war die Telekommunikationsfirma Digicel mit Sitz in Jamaika.
Die vier besten Mannschaften dieses Turniers nahmen am CONCACAF Gold Cup 2007 teil. Neben dem Sieger Haiti waren dies Trinidad und Tobago, Kuba und Guadeloupe.

## Qualifikation
Insgesamt 25 Mannschaften hatten für den Wettbewerb gemeldet. Alle waren Mitglieder der Caribbean Football Union, einer regionalen Unterorganisation der CONCACAF. Gastgeber Trinidad und Tobago war ohne Qualifikation für die Endrunde gesetzt.
Aruba, Französisch-Guayana, Montserrat, Puerto Rico und Sint Maarten nahmen nicht teil. Die Britischen Jungferninseln zog noch kurz vor Beginn der Qualifikation zurück, so dass letztlich 23 Mannschaften zur Qualifikation antraten.

### Erste Runde
Die 1. Runde wurde zwischen dem 2. und 30. September gespielt. Die sechs Gruppensieger und -zweiten qualifizierten sich für die zweite Runde.

#### Gruppe A
Alle Spiele fanden im Stadion Ergilio Hato in Willemstad auf den Niederländischen Antillen statt.
| Pl. | Verein                   | Sp. | S | U | N | Tore    | Diff. | Punkte |
| --- | ------------------------ | --- | - | - | - | ------- | ----- | ------ |
| 1.  | Guyana                   | 3   | 3 | 0 | 0 | 011:000 | +11   | 09     |
| 2.  | Suriname                 | 3   | 2 | 0 | 1 | 002:500 | −3    | 06     |
| 3.  | Grenada                  | 3   | 0 | 1 | 2 | 001:300 | −2    | 01     |
| 4.  | Niederländische Antillen | 3   | 0 | 1 | 2 | 001:700 | −6    | 01     |

|                          |   |          |     |
|                          |   |          |     |
| Suriname                 | – | Guyana   | 0:5 |
|                          |   |          |     |
| Niederländische Antillen | – | Grenada  | 1:1 |
|                          |   |          |     |
| Suriname                 | – | Grenada  | 1:0 |
|                          |   |          |     |
| Niederländische Antillen | – | Guyana   | 0:5 |
|                          |   |          |     |
| Grenada                  | – | Guyana   | 0:1 |
|                          |   |          |     |
| Niederländische Antillen | – | Suriname | 0:1 |

#### Gruppe B
Alle Spiele fanden im Antigua Recreation Ground in Saint John’s auf Antigua und Barbuda statt.
| Pl. | Verein              | Sp. | S | U | N | Tore    | Diff. | Punkte |
| --- | ------------------- | --- | - | - | - | ------- | ----- | ------ |
| 1.  | Barbados            | 3   | 2 | 1 | 0 | 011:300 | +8    | 07     |
| 2.  | Antigua und Barbuda | 3   | 2 | 0 | 1 | 007:600 | +1    | 06     |
| 3.  | St. Kitts und Nevis | 3   | 1 | 1 | 1 | 007:300 | +4    | 04     |
| 4.  | Anguilla            | 3   | 0 | 0 | 3 | 005:180 | −13   | 0      |

|                     |   |                     |     |
|                     |   |                     |     |
| Barbados            | – | St. Kitts und Nevis | 1:1 |
|                     |   |                     |     |
| Antigua und Barbuda | – | Anguilla            | 5:3 |
|                     |   |                     |     |
| Anguilla            | – | St. Kitts und Nevis | 1:6 |
|                     |   |                     |     |
| Antigua und Barbuda | – | Barbados            | 1:3 |
|                     |   |                     |     |
| Barbados            | – | Anguilla            | 7:1 |
|                     |   |                     |     |
| Antigua und Barbuda | – | St. Kitts und Nevis | 1:0 |

#### Gruppe C
Alle Spiele fanden im Lionel Roberts Park in Charlotte Amalie auf Saint Thomas (Amerikanische Jungferninseln) statt.
| Pl.                                                                                     | Verein                       | Sp.           | S             | U             | N             | Tore          | Diff.         | Punkte        |               |
| --------------------------------------------------------------------------------------- | ---------------------------- | ------------- | ------------- | ------------- | ------------- | ------------- | ------------- | ------------- | ------------- |
| 1.                                                                                      | Bermuda                      | 3             | 2             | 0             | 1             | 009:100       | +8            | 06            |               |
| 2.                                                                                      | Dominikanische Republik      | 3             | 1             | 0             | 2             | 007:400       | +3            | 03            |               |
| 3.                                                                                      | Amerikanische Jungferninseln | 3             | 0             | 0             | 3             | 001:120       | −11           | 0             |               |
| -                                                                                       | Britische Jungferninseln     | zurückgezogen | zurückgezogen | zurückgezogen | zurückgezogen | zurückgezogen | zurückgezogen | zurückgezogen | zurückgezogen |
| Die Britischen Jungferninseln zogen ihre Teilnahme vor Beginn der Qualifikation zurück. |                              |               |               |               |               |               |               |               |               |

|                              |   |                              |      |
|                              |   |                              |      |
| Bermuda                      | – | Amerikanische Jungferninseln | 6:0  |
|                              |   |                              |      |
| Bermuda                      | – | Dominikanische Republik      | 3:1  |
|                              |   |                              |      |
| Dominikanische Republik      | – | Amerikanische Jungferninseln | 6:1  |
|                              |   |                              |      |
| Bermuda                      | – | Britische Jungferninseln     | n.a. |
|                              |   |                              |      |
| Dominikanische Republik      | – | Britische Jungferninseln     | n.a. |
|                              |   |                              |      |
| Amerikanische Jungferninseln | – | Britische Jungferninseln     | n.a. |

#### Gruppe D
Alle Spiele fanden im Independence Park in Kingston auf Jamaika statt.
| Pl. | Verein                         | Sp. | S | U | N | Tore    | Diff. | Punkte |
| --- | ------------------------------ | --- | - | - | - | ------- | ----- | ------ |
| 1.  | Haiti                          | 3   | 2 | 0 | 1 | 011:300 | +8    | 06     |
| 2.  | St. Vincent und die Grenadinen | 3   | 2 | 0 | 1 | 010:500 | +5    | 06     |
| 3.  | Jamaika                        | 3   | 2 | 0 | 1 | 007:200 | +5    | 06     |
| 4.  | St. Lucia                      | 3   | 0 | 0 | 3 | 001:190 | −18   | 0      |

|                                |   |                                |     |
|                                |   |                                |     |
| Haiti                          | – | St. Vincent und die Grenadinen | 4:0 |
|                                |   |                                |     |
| Jamaika                        | – | St. Lucia                      | 4:0 |
|                                |   |                                |     |
| St. Lucia                      | – | Haiti                          | 1:7 |
|                                |   |                                |     |
| St. Vincent und die Grenadinen | – | Jamaika                        | 2:1 |
|                                |   |                                |     |
| St. Vincent und die Grenadinen | – | St. Lucia                      | 8:0 |
|                                |   |                                |     |
| Jamaika                        | – | Haiti                          | 2:0 |

#### Gruppe E
Alle Spiele fanden im Estadio Pedro Marrero in Havanna auf Kuba statt.
| Pl. | Verein                  | Sp. | S | U | N | Tore    | Diff. | Punkte |
| --- | ----------------------- | --- | - | - | - | ------- | ----- | ------ |
| 1.  | Kuba                    | 3   | 3 | 0 | 0 | 019:000 | +19   | 09     |
| 2.  | Bahamas                 | 3   | 2 | 0 | 1 | 006:900 | −3    | 06     |
| 3.  | Turks- und Caicosinseln | 3   | 1 | 0 | 2 | 004:900 | −5    | 03     |
| 4.  | Cayman Islands          | 3   | 0 | 0 | 3 | 001:120 | −11   | 0      |

|                         |   |                         |     |
|                         |   |                         |     |
| Bahamas                 | – | Kaimaninseln            | 3:1 |
|                         |   |                         |     |
| Kuba                    | – | Turks- und Caicosinseln | 6:0 |
|                         |   |                         |     |
| Kaimaninseln            | – | Turks- und Caicosinseln | 0:2 |
|                         |   |                         |     |
| Kuba                    | – | Bahamas                 | 6:0 |
|                         |   |                         |     |
| Turks- und Caicosinseln | – | Bahamas                 | 2:3 |
|                         |   |                         |     |
| Kuba                    | – | Kaimaninseln            | 7:0 |

#### Gruppe F
Alle Spiele fanden im Stade René Serge Nabajoth in Les Abymes auf Guadeloupe statt.
| Pl. | Verein       | Sp. | S | U | N | Tore    | Diff. | Punkte |
| --- | ------------ | --- | - | - | - | ------- | ----- | ------ |
| 1.  | Guadeloupe   | 3   | 3 | 0 | 0 | 006:000 | +6    | 09     |
| 2.  | Martinique   | 3   | 2 | 0 | 1 | 005:400 | +1    | 06     |
| 3.  | Saint-Martin | 3   | 0 | 1 | 2 | 000:200 | −2    | 01     |
| 4.  | Dominica     | 3   | 0 | 1 | 2 | 000:500 | −5    | 01     |

|              |   |              |     |
|              |   |              |     |
| Martinique   | – | Dominica     | 4:0 |
|              |   |              |     |
| Guadeloupe   | – | Saint-Martin | 1:0 |
|              |   |              |     |
| Martinique   | – | Saint-Martin | 1:0 |
|              |   |              |     |
| Guadeloupe   | – | Dominica     | 1:0 |
|              |   |              |     |
| Saint-Martin | – | Dominica     | 0:0 |
|              |   |              |     |
| Guadeloupe   | – | Martinique   | 4:0 |

### Zweite Runde
Die 2. Runde wurde zwischen dem 8. November 2006 und 9. Januar 2007 gespielt. Die sechs Gruppensieger und ‑zweiten sowie einer der Gruppendritten qualifizierten sich zusammen mit dem Gastgeber Trinidad und Tobago für die Endrunde.

#### Gruppe G
Alle Spiele fanden im Barbados National Stadium in Saint Michael auf Barbados statt.
| Pl. | Verein                         | Sp. | S | U | N | Tore    | Diff. | Punkte |
| --- | ------------------------------ | --- | - | - | - | ------- | ----- | ------ |
| 1.  | Barbados                       | 3   | 2 | 1 | 0 | 006:200 | +4    | 07     |
| 2.  | St. Vincent und die Grenadinen | 3   | 2 | 0 | 1 | 006:500 | +1    | 06     |
| 3.  | Bermuda                        | 3   | 1 | 1 | 1 | 005:400 | +1    | 04     |
| 4.  | Bahamas                        | 3   | 0 | 0 | 3 | 003:900 | −6    | 0      |

|          |   |                                |     |
|          |   |                                |     |
| Bermuda  | – | St. Vincent und die Grenadinen | 0:3 |
|          |   |                                |     |
| Barbados | – | Bahamas                        | 2:1 |
|          |   |                                |     |
| Bahamas  | – | Bermuda                        | 0:4 |
|          |   |                                |     |
| Barbados | – | St. Vincent und die Grenadinen | 3:0 |
|          |   |                                |     |
| Bahamas  | – | St. Vincent und die Grenadinen | 2:3 |
|          |   |                                |     |
| Barbados | – | Bermuda                        | 1:1 |

#### Gruppe H
Alle Spiele fanden im Bourda Cricket Ground in Georgetown in Guayana statt.
| Pl. | Verein                  | Sp. | S | U | N | Tore    | Diff. | Punkte |
| --- | ----------------------- | --- | - | - | - | ------- | ----- | ------ |
| 1.  | Guyana                  | 3   | 3 | 0 | 0 | 013:200 | +11   | 09     |
| 2.  | Guadeloupe              | 3   | 2 | 0 | 1 | 008:400 | +4    | 06     |
| 3.  | Dominikanische Republik | 3   | 1 | 0 | 2 | 002:700 | −5    | 03     |
| 4.  | Antigua und Barbuda     | 3   | 0 | 0 | 3 | 002:110 | −9    | 0      |

|                         |   |                         |     |
|                         |   |                         |     |
| Dominikanische Republik | – | Guadeloupe              | 0:3 |
|                         |   |                         |     |
| Guayana                 | – | Antigua und Barbuda     | 6:0 |
|                         |   |                         |     |
| Dominikanische Republik | – | Antigua und Barbuda     | 2:0 |
|                         |   |                         |     |
| Guayana                 | – | Guadeloupe              | 3:2 |
|                         |   |                         |     |
| Antigua und Barbuda     | – | Guadeloupe              | 1:3 |
|                         |   |                         |     |
| Guayana                 | – | Dominikanische Republik | 4:0 |

#### Gruppe I
Alle Spiele fanden im Stade Pierre Aliker in Fort-de-France auf Martinique statt.
| Pl. | Verein     | Sp. | S | U | N | Tore    | Diff. | Punkte |
| --- | ---------- | --- | - | - | - | ------- | ----- | ------ |
| 1.  | Kuba       | 3   | 2 | 1 | 0 | 005:200 | +3    | 07     |
| 2.  | Martinique | 3   | 2 | 1 | 0 | 002:000 | +2    | 07     |
| 3.  | Haiti      | 3   | 0 | 1 | 2 | 002:400 | −2    | 01     |
| 4.  | Suriname   | 3   | 0 | 1 | 2 | 002:500 | −3    | 01     |

|            |   |          |     |
|            |   |          |     |
| Haiti      | – | Kuba     | 1:2 |
|            |   |          |     |
| Martinique | – | Suriname | 1:0 |
|            |   |          |     |
| Kuba       | – | Suriname | 3:1 |
|            |   |          |     |
| Martinique | – | Haiti    | 1:0 |
|            |   |          |     |
| Haiti      | – | Suriname | 1:1 |
|            |   |          |     |
| Martinique | – | Kuba     | 0:0 |

#### Play-off
Die Spiele fanden am 5. und 9. Januar 2007 im Ato Boldon Stadium in Couva auf Trinidad und Tobago statt. Die drittplatzierten Bermuda, Dominikanische Republik und Haiti sollten ursprünglich einen weiteren Teilnehmer für die Endrunde ausspielen. Da die Mannschaft der Dominikanischen Republik zurückzog, spielten lediglich Haiti und Bermuda in Hin- und Rückspiel gegeneinander.
| Pl. | Verein                  | Sp.                      | S                        | U                        | N                        | Tore                     | Diff.                    | Punkte                   |                          |
| --- | ----------------------- | ------------------------ | ------------------------ | ------------------------ | ------------------------ | ------------------------ | ------------------------ | ------------------------ | ------------------------ |
| 1.  | Haiti                   | 2                        | 2                        | 0                        | 0                        | 005:000                  | +5                       | 06                       |                          |
| 2.  | Bermuda                 | 2                        | 0                        | 0                        | 2                        | 000:500                  | −5                       | 0                        |                          |
| -   | Dominikanische Republik | Mannschaft zurückgezogen | Mannschaft zurückgezogen | Mannschaft zurückgezogen | Mannschaft zurückgezogen | Mannschaft zurückgezogen | Mannschaft zurückgezogen | Mannschaft zurückgezogen | Mannschaft zurückgezogen |

|                         |   |                         |      |
|                         |   |                         |      |
| Haiti                   | – | Bermuda                 | 2:0  |
|                         |   |                         |      |
| Bermuda                 | – | Haiti                   | 0:3  |
|                         |   |                         |      |
| Haiti                   | – | Dominikanische Republik | n.a. |
|                         |   |                         |      |
| Dominikanische Republik | – | Haiti                   | n.a. |
|                         |   |                         |      |
| Bermuda                 | – | Dominikanische Republik | n.a. |
|                         |   |                         |      |
| Dominikanische Republik | – | Bermuda                 | n.a. |

## Endrunde
Die Gruppensieger und -zweiten qualifizierten sich für den CONCACAF Gold Cup 2007 und spielten zudem den Sieger des Caribbean Nations Cup aus.

### Gruppe A
Alle Spiele fanden im Hasely Crawford Stadium in Port of Spain statt.
| Pl. | Verein              | Sp. | S | U | N | Tore    | Diff. | Punkte |
| --- | ------------------- | --- | - | - | - | ------- | ----- | ------ |
| 1.  | Trinidad und Tobago | 3   | 2 | 1 | 0 | 009:300 | +6    | 07     |
| 2.  | Haiti               | 3   | 2 | 0 | 1 | 004:300 | +1    | 06     |
| 3.  | Martinique          | 3   | 1 | 0 | 2 | 004:800 | −4    | 03     |
| 4.  | Barbados            | 3   | 0 | 1 | 2 | 003:600 | −3    | 01     |

|                     |   |            |     |
| 12.01.2007          |   |            |     |
| Trinidad und Tobago | – | Barbados   | 1:1 |
| Haiti               | – | Martinique | 1:0 |
| 15.01.2007          |   |            |     |
| Barbados            | – | Haiti      | 0:2 |
| Trinidad und Tobago | – | Martinique | 5:1 |
| 17.01.2007          |   |            |     |
| Barbados            | – | Martinique | 2:3 |
| Trinidad und Tobago | – | Haiti      | 3:1 |

### Gruppe B
Alle Spiele fanden im Manny Ramjohn Stadium in Marabella (San Fernando) statt.
| Pl. | Verein                     | Sp. | S | U | N | Tore    | Diff. | Punkte |
| --- | -------------------------- | --- | - | - | - | ------- | ----- | ------ |
| 1.  | Guadeloupe                 | 3   | 2 | 0 | 1 | 006:500 | +1    | 06     |
| 2.  | Kuba                       | 3   | 1 | 1 | 1 | 004:200 | +2    | 04     |
| 3.  | Guyana                     | 3   | 1 | 1 | 1 | 004:500 | −1    | 04     |
| 4.  | St. Vincent und Grenadinen | 3   | 1 | 0 | 2 | 002:400 | −2    | 03     |

|            |   |                                |     |
| 14.01.2007 |   |                                |     |
| Kuba       | – | Guadeloupe                     | 1:2 |
| Guyana     | – | St. Vincent und die Grenadinen | 0:2 |
| 16.01.2007 |   |                                |     |
| Guadeloupe | – | Guyana                         | 3:4 |
| Kuba       | – | St. Vincent und die Grenadinen | 3:0 |
| 18.01.2007 |   |                                |     |
| Kuba       | – | Guyana                         | 0:0 |
| Guadeloupe | – | St. Vincent und die Grenadinen | 1:0 |

### Halbfinale
|                     |   |       |     |
| 20.01.2007          |   |       |     |
| Trinidad und Tobago | – | Kuba  | 3:1 |
| Guadeloupe          | – | Haiti | 1:3 |

### Spiel um Platz 3
|            |   |            |     |
| 23.01.2007 |   |            |     |
| Kuba       | – | Guadeloupe | 2:1 |

### Finale
| Trinidad und Tobago                                        | Trinidad und Tobago | Haiti | Haiti |
| ---------------------------------------------------------- | --- | --- | ----- |
| Trinidad und Tobago                                        | \| 23. Januar 2007 in Port of Spain (Hasely Crawford Stadium) \| \| Ergebnis: 1:2 (0:1) \| \| Zuschauer: ? \| \| Schiedsrichter: Roberto Moreno ( Panama) \|                                                                              | \| 23. Januar 2007 in Port of Spain (Hasely Crawford Stadium) \| \| Ergebnis: 1:2 (0:1) \| \| Zuschauer: ? \| \| Schiedsrichter: Roberto Moreno ( Panama) \| | Haiti |
| Trinidad und Tobago                                        | Jan Michael Williams – Makan Hislop (64. Joel John Bailey), Osei Telesford, Leslie Fitzpatrick, Kerwin Jemmot, Darryl Roberts, Gary Glasgow, Kerry Baptiste, Seon Power, Nigel Daniel, Densill Theobald Cheftrainer: Wilhelmus Rijsbergen | Gabard Fenelon – Frantz Gilles (90. Gilles Dacius), Stéphane Guillaume, Fucien Brunel, Eliphene Cadet (90. Roody Lormera), Alexandre Boucicaut (63. Raymond Ednerson), James Marcelin, Richard Bruny, Mones Chery, Alain Vubert, Josue Maynard Cheftrainer: Luis Amelio Garcia | Haiti |
| Trinidad und Tobago                                        | 1:2 Nigel Daniel (66.) | 0:1 Alexandre Boucicaut (23.) 0:2 Fucien Brunel (52.) | Haiti |
| Trinidad und Tobago                                        | Seon Power (35.), Densill Theobold (69.) | Josue Maynard (42.), Fucien Brunel (83.), Gabard Fenelon (90.), Eliphene Cadet (90.), Roody Lomera (90.) | Haiti |
| 23. Januar 2007 in Port of Spain (Hasely Crawford Stadium) | | |       |
| Ergebnis: 1:2 (0:1)                                        | | |       |
| Zuschauer: ?                                               | | |       |
| Schiedsrichter: Roberto Moreno ( Panama)                   | | |       |